# ノーリッチ・テリア

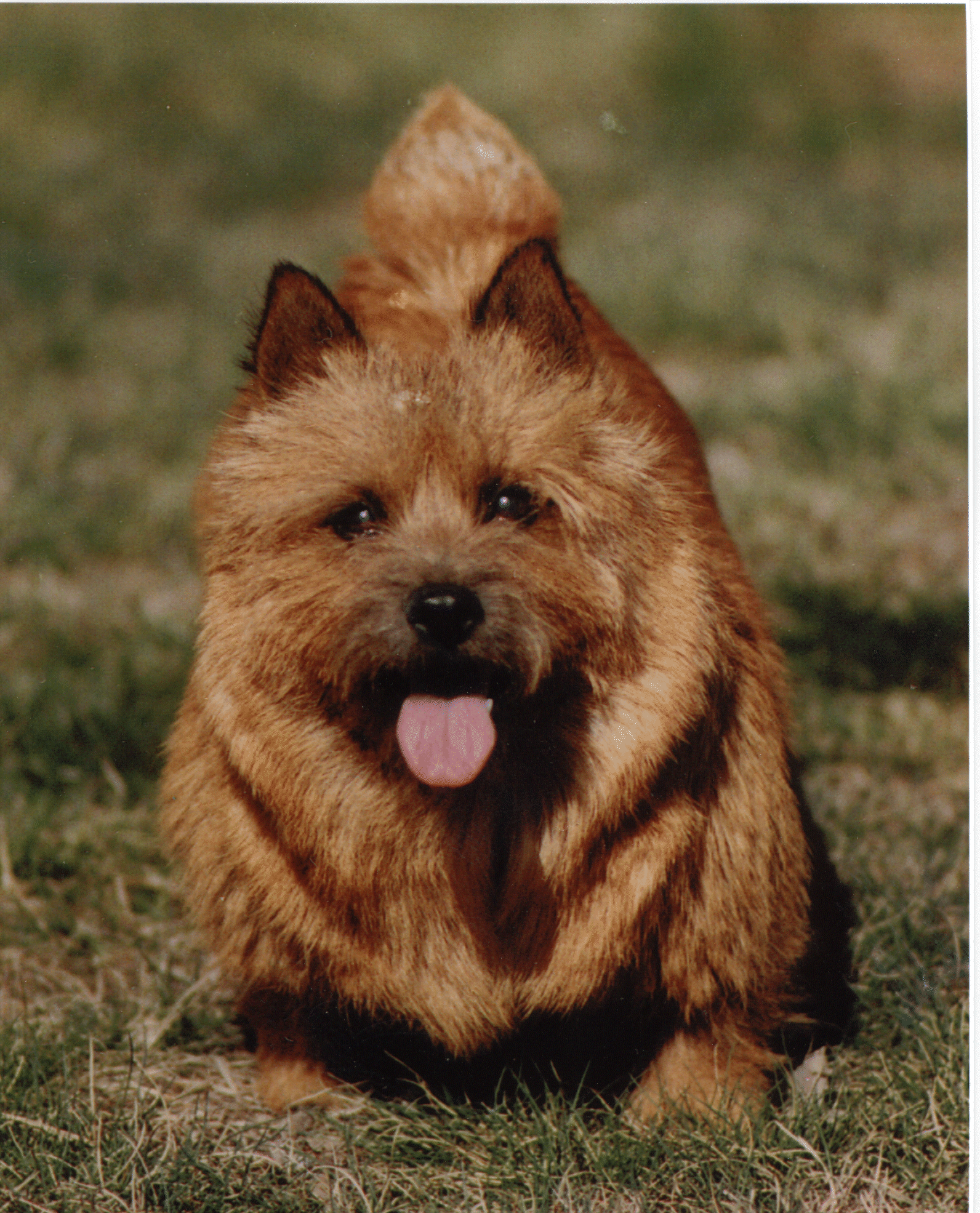
ノーリッチ・テリア

ノーリッチ・テリアは、イギリス原産の小型のテリア犬種。ノーウィッチ・テリア、ノリッジ・テリアとも呼ばれる。

## 歴史
イングランドのノーフォーク州ノーリッチ原産。
1880年代、ある小型のテリアを飼うことがケンブリッジ大学の学生の間で流行った。この犬は最初、カンタブ（ケンブリッジ大学の）・テリア、そしてその後大学の近くの「トランピントン・ストリート」にちなんでトランピントン・テリアという名前で呼ばれた。 
1900年頃にノーリッチの近くにある犬舎に移された「ラグズ」という名前のトランピントン・テリアが、優れたネズミ捕り犬として名を馳せ、種犬としても人気となった。その結果、ラグズは数えきれないほど多くの子孫を作り出した。
その後、その子孫犬のうちの1頭がアメリカに渡り、この犬が大変社交的に愛らしく振舞ったため、たちまち人々の間で「とても人なつこくて愛想のよい犬」というイメージが定着した。このテリアはフォックスハウンドの群れと一緒にキツネ狩りに参加してその狩猟能力を発揮し、ノーリッチ・テリアとして1932年にケネルクラブ（KC）に、1936年にアメリカンケネルクラブ(AKC)に認定された。 
当時この犬種は立ち耳タイプだけを認めていたが、耳が垂れたタイプの犬も存在するということが判明し、1979年に耳の垂れたタイプがノーフォーク・テリアという別の犬種として認定されることになった。

## 特徴
コンパクトで頑丈な体つきで、機敏である。性格は、けんか好きではなく、極めて活発である。また陽気で、恐れを知らない。
毛の色はレッド、ウィートン、ブラック&タン、又はグリズル。

## ギャラリー

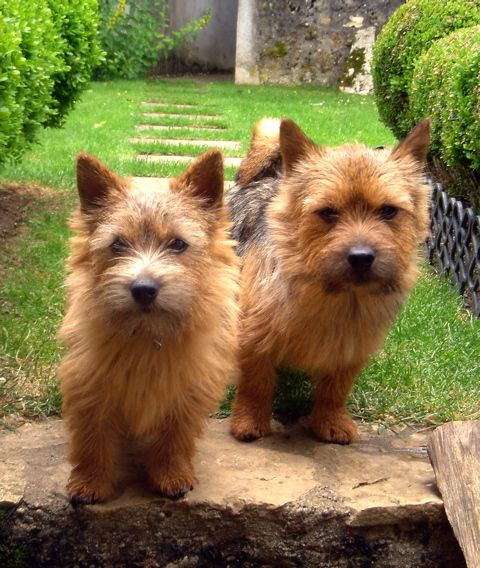
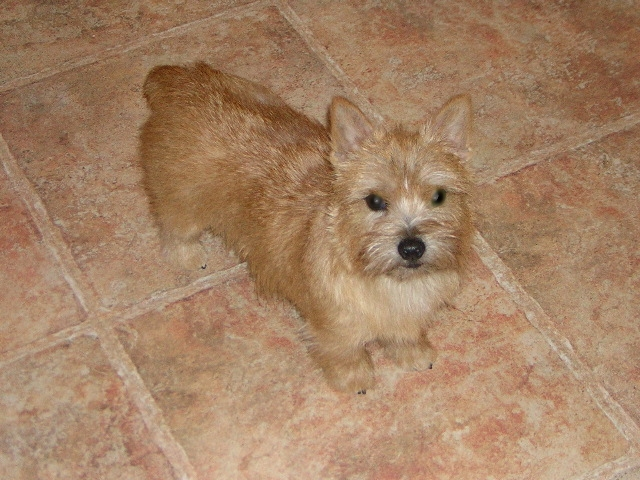
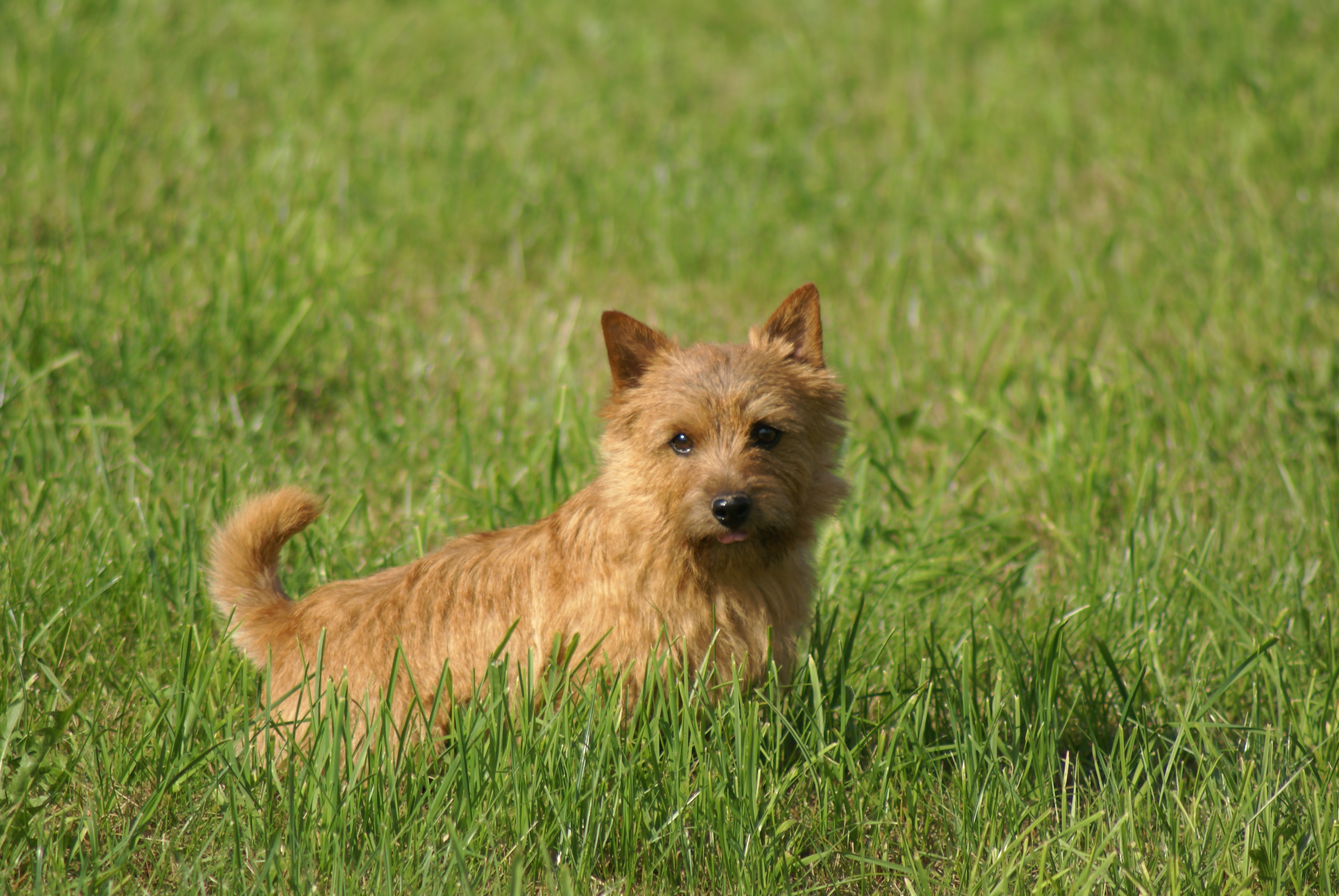
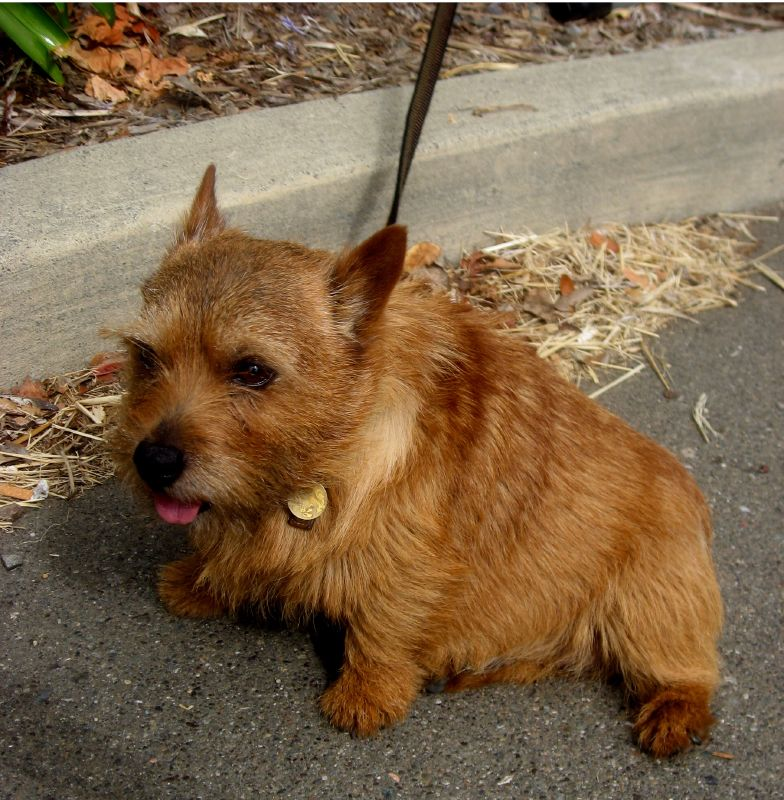
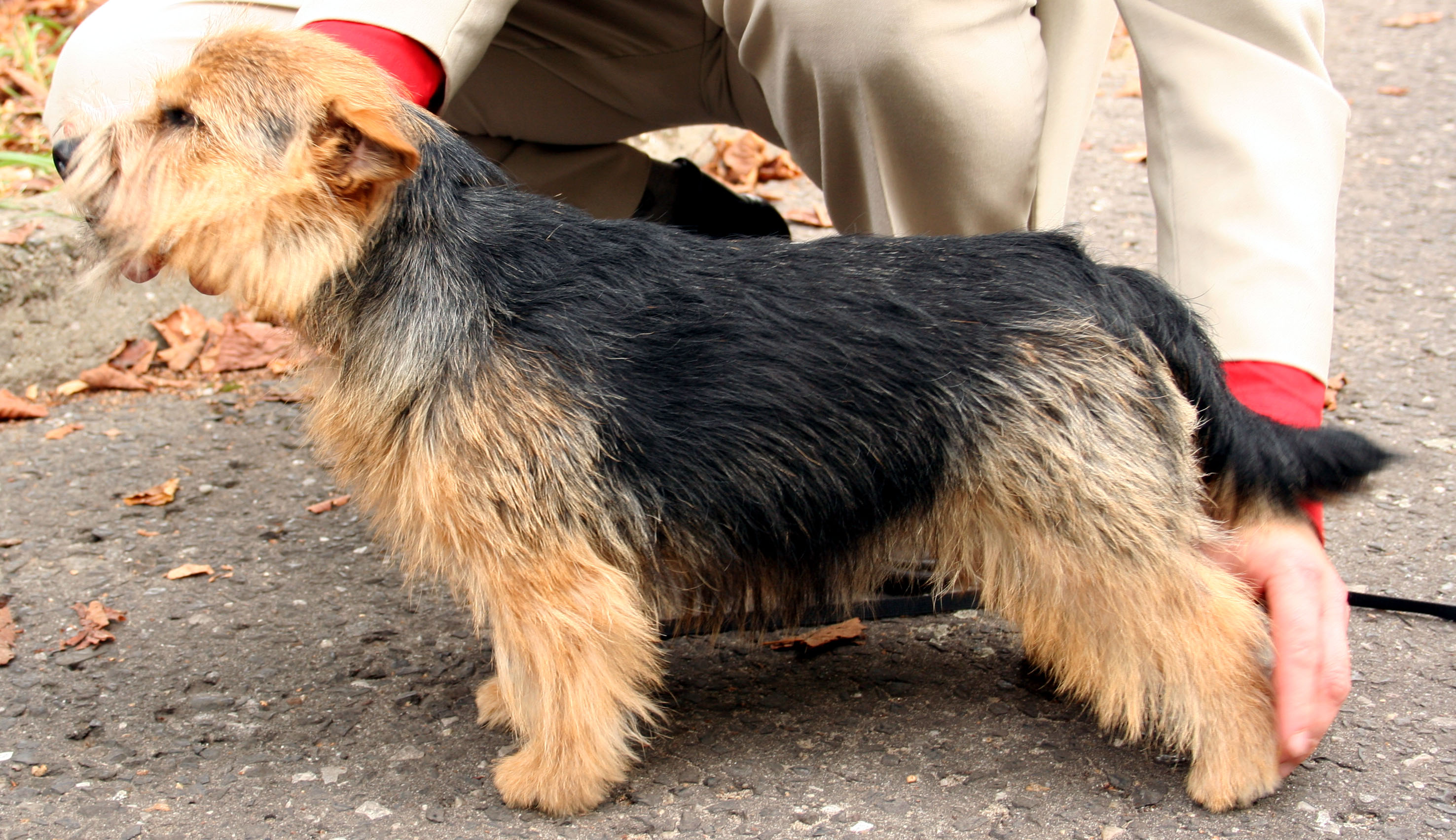
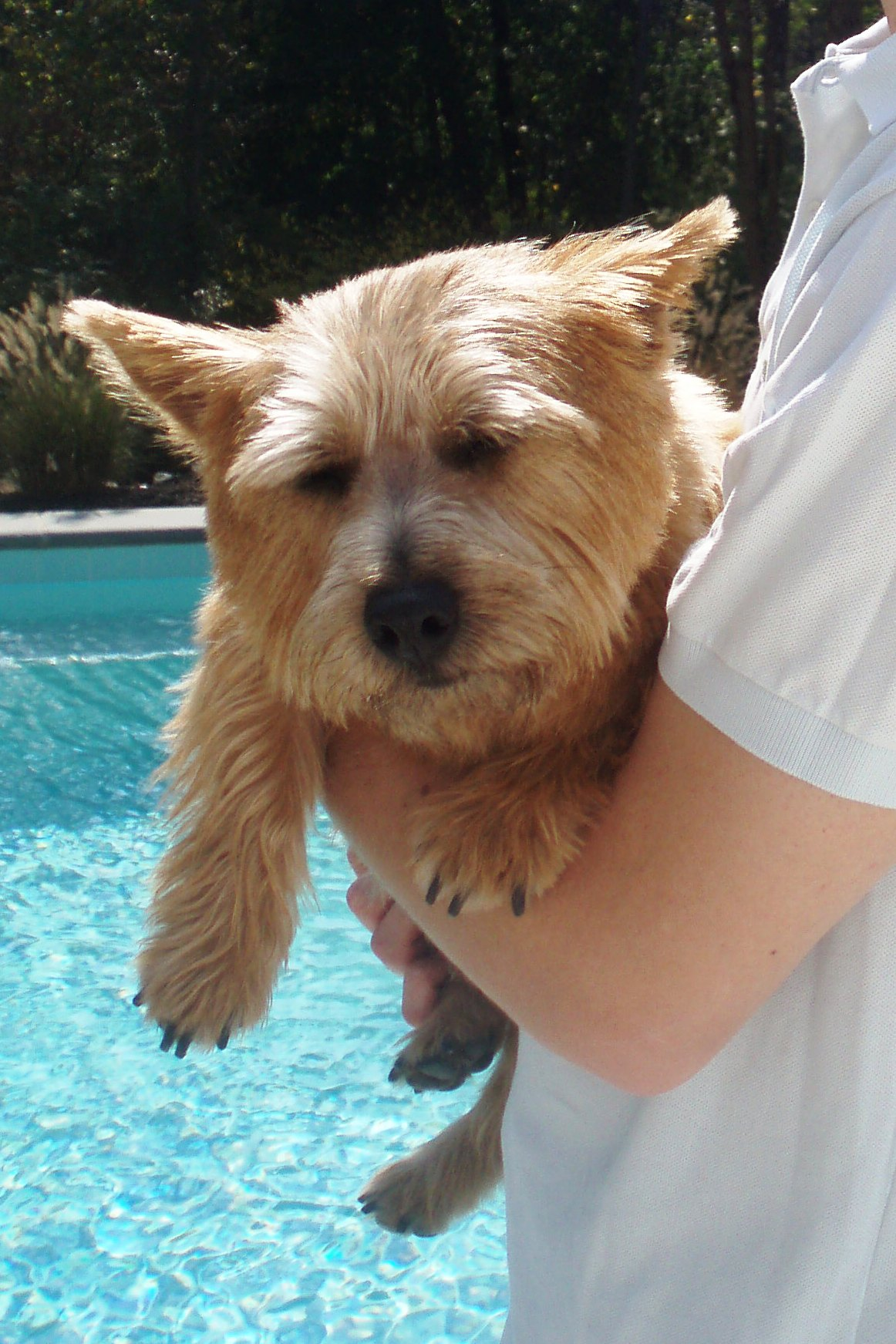

## その他
犬を主人公にしたテレビ東京のアニメ『ふぉうちゅんドッグす』には「コースケ」というノーリッチ・テリアのオス犬が登場する。